# Giacomo Castriotto
Giacomo Castriotto Fusto "Urbinate" fue ingeniero militar y escritor de Italia, nacido en Urbino en 1501 y fallecido en Calais en 1562.

## Biografía
Giacomo fortificó en el Estado Pontificio Paliano, Anagni y Sermoneta, y fue encargado por el sumo pontífice Pablo III de hacer las fortificaciones del "Borgo di Roma", es decir, de la "Città Leonina".
Posteriormente, sirvió en el ejército del papa Julio III en calidad de ingeniero en el asedio de Mirandola en 1552, y fue muy estimado por el emperador Carlos V, honrándole con cargos y misiones importantes.
Más tarde pasó a Francia, componiendo muchos diseños y modelos para las fortalezas de Linguadoca, de la Provenza, del Lionés, de la Picardía, de la Normandía y otros lugares fronterizos y Enrique II de Francia le confirió el título de Superintendente general de las fortalezas del Reino.
Giacomo, en varios asedios tuvo la ocasión de demostrar su ingenio y coraje y tomó parte muy importante en el asedio de Calais en 1557 donde intervino Enrique II en persona, dándole nuevas fortificaciones y trabajo en la presa de Thionville.
Su obra escrita más importante es "De la fortificación de la ciudad", Venecisa, 1564, junto a Girolamo Maggi (-1572), nacido en la Toscana, juez en la isla de Chipre y trabajó en negociaciones del rey de Francia y dejó otras obras como "Cinco primeros cantos de la guerra de Fiandra", Venecia, 1551, in-8º, "De Tintinnabulis", Hanoviae, 1608 o "De equuelo", Ámsterdam, 1604, in-12º y opúsculos en las "Eloges de les hommes savans" de Antoine Teissier, y también un discurso del capitán Francesco Montenellino Perugino sobre la fortificación del "Borgo di Roma", y Gio. Filippo Eboli hizo una traducción en tedesco y la publicó en Giessen, 1620, en un volumen in-4º.
La citada obra contiene alguna novedad en la invención sobre la cortina, sobre los flancos, sobre las caras del bastión y sobre el trabajo de demolición.

## Obras
- Della fortificazione delle città, Venetia, 1564, in-fol.
- Ragionamento sopra le fortezze ad ora fatte in Francia et in molti altri luagni,..., Venetia, 1564.
- Discorso sopra la fortificazione del castello S. Angelo e del Borgo di Roma, 1568 (códice del marqués Gino Capponi)
- Lettera a Guidobaldo II della Rovere sulle fortificazione di Urbino, 1854.